# Porzana
Porzana és un gènere d'ocells de la família dels ràl·lids (Rallidae). Tenen una distribució mundial, amb 14 espècies vives i 4-5 extintes en època històrica. A més, se n'han descrit un bon nombre d'espècies extintes, gràcies al descobriment de restes fòssils o subfòssils.
Als Països Catalans es poden trobar, sense ser abundants, el rascletó (Porzana parva), la polla pintada (Porzana porzana) i el rasclet (Porzana pusilla).

## Taxonomia
Hi ha hagut controvèrsia entre els diferents especialistes respecte a les espècies que deurien estar incloses dins aquest gènere. Segons la classificació de l'IOC versió 7.3 (2017) el gènere estaria format per 19 espècies. A la classificació de Clements (2017) aquestes espècies, en general, estarien en realitat repartides en dos gèneres, 4 en Porzana i 13 en Zapornia. A la classificació del Handbook of the birds of the World Alive (2017) hauria 6 espècies a Porzana i 15 a Zapornia.
Actualment, a la classificació de l'IOC versió 13.2, 2023, aquest gènere està format per tres espècies:
- Porzana carolina - polla pintada americana.
- Porzana porzana - polla pintada europea.
- Porzana fluminea - polla pintada australiana.